# Jesse Waugh
Jesse Waugh (Berkeley, 6 maggio 1974) è un artista statunitense, attivo nelle discipline della pittura, cinema, scrittura e musica. Il suo cortometraggio El Angel è stato presentato alla quinta edizione del LA Freewaves Festival, tenutosi presso il museo di arte contemporanea di Los Angeles. I suoi lavori sono apparsi in televisione e su altri media..

## Biografia
Jesse Waugh è nato a Berkeley, in California, il 6 maggio 1974. A partire dagli anni ‘90 del XX secolo ha studiato presso il Los Angeles City College, il Pasadena City College, l’East Los Angeles College e il City College of San Francisco. In questo periodo, Waugh ha iniziato a lavorare combinando arte e varie tipi di media. Il suo film El Angel, girato come film muto, racconta della nascita, fioritura e morte di Los Angeles, soffermandosi sulla corruzione intorno all’arte e al commercio. La pellicola è stata presentata alla quinta edizione del LA Freewaves Festival nel 1997, tenutosi al museo di arte contemporanea di Los Angeles. Laureatosi nel 2000 alla San Francisco State University, dopo un soggiorno in Europa Waugh è ritornato negli Stati Uniti. Waugh ha anche partecipato alla mostra Master of Fine Arts temutasi nel 2015 presso la Università di Brighton.
I cortometraggi e i lavori tangibili di Waugh sono stati utilizzati per numerosi progetti educativi. Tra i materiali educativi da lui creati ricordiamo i prismi artistici apparsi nel documentario della BBC Rocket Science del 2009. Nel 2012, il suo video sulla foresta pluviale amazzonica è stato usato nel primo episodio della serie Access 360° World Heritage del National Geographic Channel. Una delle sue pitture, un rifacimento di un quadro di Martin Johnson Heade, è stato utilizzato per la copertina del romanzo The Rise and Fall of the Trevor Whitney Gallery di Lauren Rabb.

### Stile concettuale

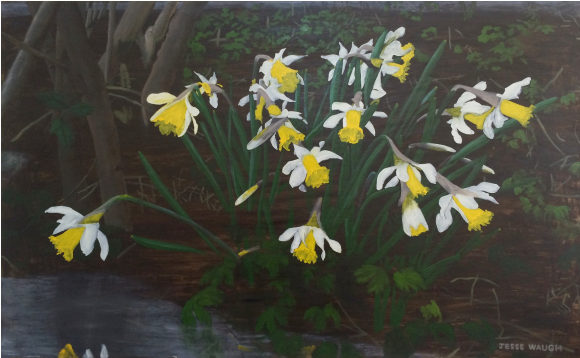
Disegno di un narciso trombone, olio su tela

Per descrivere i suoi lavori, Waugh utilizza il termine latino "pulchrism" (che risale alla rivista inglese The Athenaeum e ai giornali di John Barton). Waugh definisce il termine come una teoria artistica che idealizza la bellezza come il vero scopo dell’arte. Il pulchrism, come lo intende Waugh, contrasta con il movimento stucchista e la celebrazione della bruttezza che, secondo lui, pervade il modernismo.

## Lavori

### Film
- 1997 – Group exhibition, El Angel – Fifth L.A. Freewaves Festival
- 2003 – Art film screening, Nanay – Center for Environmental Studies, Brown University, Rhode Island[9]
- 2008 – Art film screening, El Angel and Hydrophobe, Pill Awards – New York City[10]

### Arti visuali
- 1997 – Esposizione individuale – Free Exhibition Not Prostitution Gallery, Los Angeles
- 2015 – Esposizione di gruppo, Posthumous – University of Brighton, Inghilterra, UK[11]
- 2015 – Mostra, Butterflies – Ingeborg Verlad, Horn-Bad Meinberg, Germania[12]
- 2015 – Esposizione di gruppo, Beauty Sublime, Grand Parade Gallery – Brighton, Inghilterra, UK[13][14]

### Scritti
- Jesse Waugh: Portrait of an Artist and His Strivings for Pulchrism (2011), ISBN 978-1621545668
- Pulchrism: Championing Beauty as The Purpose of Art (2015), ISBN 978-1943730049
- Paintings: 2013 (2013), ISBN 9781630412272
- Paintings: 2014 (2015)
- Paintings: 2015 (2016)